# Vaux (Moselle)
Pour les articles homonymes, voir Vaux.
Vaux est une commune française située dans le département de la Moselle, en Lorraine, dans la région administrative Grand Est.

## Géographie
Vaux est située sur les versants des coteaux de la Moselle qui constituent la limite ouest du bassin parisien.
Ce relief en cuesta a favorisé la culture de la vigne jusqu'à sa quasi-disparition à la fin du XIXe siècle.
Le village est situé dans le pays messin. Il est caractéristique des villages de Moselle dite romane.
La commune fait par ailleurs partie du Parc naturel régional de Lorraine.

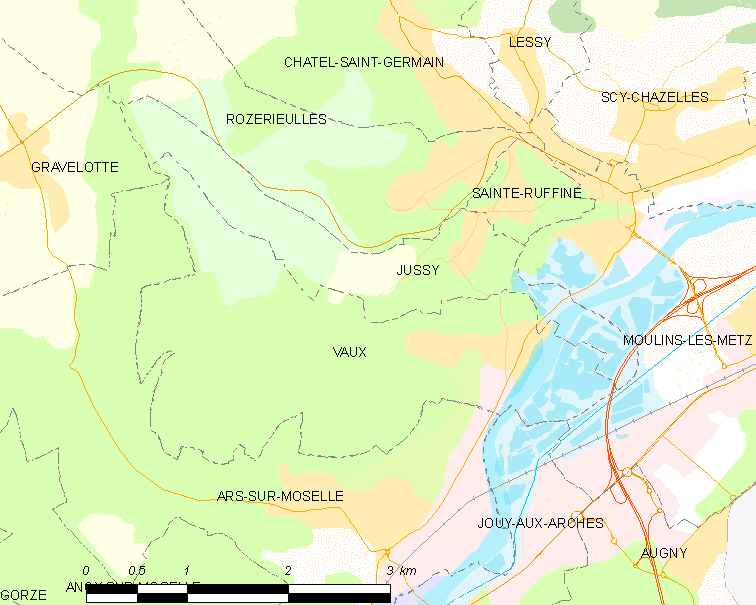
Carte de la commune.

### Communes limitrophes
|                 | Jussy           |                  |
| Ars-sur-Moselle | Vaux            | Moulins-lès-Metz |
| Ars-sur-Moselle | Ars-sur-Moselle | Jouy-aux-Arches  |

### Hydrographie
La commune est située dans le bassin versant du Rhin au sein du bassin Rhin-Meuse. Elle est drainée par la Moselle, la Moselle canalisée et le fossé des Vieilles Eaux.
La Moselle, d’une longueur totale de 560 kilomètres, dont 315 kilomètres en France, prend sa source dans le massif des Vosges au col de Bussang et se jette dans le Rhin à Coblence en Allemagne.
La Moselle canalisée, d'une longueur totale de 135,2 km, prend sa source dans la commune de Pont-Saint-Vincent et se jette  dans la Moselle à Kœnigsmacker, après avoir traversé 61 communes.

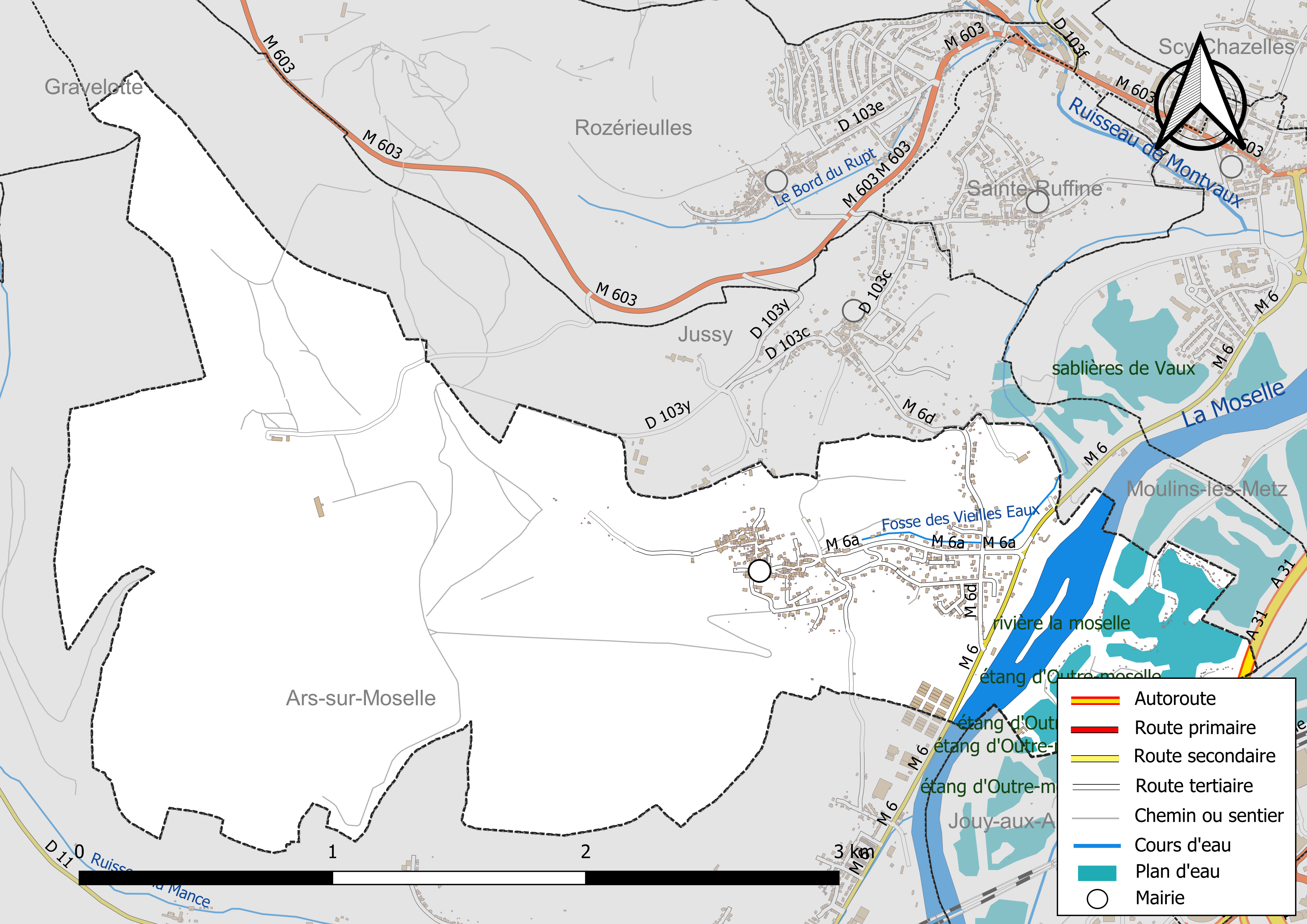
Réseaux hydrographique et routier de Vaux.

La qualité des eaux des principaux cours d’eau de la commune, notamment de la Moselle et de la Moselle canalisée, peut être consultée sur un site spécial géré par les agences de l’eau et l’Agence française pour la biodiversité.

### Climat
Pour des articles plus généraux, voir Climat du Grand Est et Climat de la Moselle.
En 2010, le climat de la commune est de type climat des marges montargnardes, selon une étude du Centre national de la recherche scientifique s'appuyant sur une série de données couvrant la période 1971-2000. En 2020, Météo-France publie une typologie des climats de la France métropolitaine dans laquelle la commune est exposée à un climat semi-continental et est dans la région climatique  Lorraine, plateau de Langres, Morvan, caractérisée par un hiver rude (1,5 °C), des vents modérés et des brouillards fréquents en automne et hiver. 
Pour la période 1971-2000, la température annuelle moyenne est de 9,4 °C, avec une amplitude thermique annuelle de 16,2 °C. Le cumul annuel moyen de précipitations est de 744 mm, avec 12,5 jours de précipitations en janvier et 9,2 jours en juillet. Pour la période 1991-2020, la température moyenne annuelle observée sur la station météorologique de Météo-France la plus proche, « Metz-Frescaty », sur la commune d'Augny à 5 km à vol d'oiseau, est de 11,1 °C et le cumul annuel moyen de précipitations est de 713,5 mm. 
La température maximale relevée sur cette station est de 39,7 °C, atteinte le 25 juillet 2019 ; la température minimale est de −23,2 °C, atteinte le 17 février 1956,,. 
Les paramètres climatiques de la commune ont été estimés pour le milieu du siècle (2041-2070) selon différents scénarios d'émission de gaz à effet de serre à partir des nouvelles projections climatiques de référence DRIAS-2020. Ils sont consultables sur un site spécial publié par Météo-France en novembre 2022.

## Urbanisme

### Typologie
Au 1er janvier 2024, Vaux est catégorisée ceinture urbaine, selon la nouvelle grille communale de densité à sept niveaux définie par l'Insee en 2022.
Elle appartient à l'unité urbaine de Metz, une agglomération intra-départementale regroupant 42  communes, dont elle est une commune de la banlieue,,. Par ailleurs la commune fait partie de l'aire d'attraction de Metz, dont elle est une commune de la couronne,. Cette aire, qui regroupe 245 communes, est catégorisée dans les aires de 200 000 à moins de 700 000 habitants,.

### Occupation des sols
L'occupation des sols de la commune, telle qu'elle ressort de la base de données européenne d’occupation biophysique des sols Corine Land Cover (CLC), est marquée par l'importance des forêts et milieux semi-naturels (78,5 % en 2018), une proportion sensiblement équivalente à celle de 1990 (78,9 %). La répartition détaillée en 2018 est la suivante : 
forêts (66,7 %), milieux à végétation arbustive et/ou herbacée (11,8 %), eaux continentales (10,3 %), zones urbanisées (9,1 %), zones industrielles ou commerciales et réseaux de communication (1,9 %), terres arables (0,3 %). L'évolution de l’occupation des sols de la commune et de ses infrastructures peut être observée sur les différentes représentations cartographiques du territoire : la carte de Cassini (XVIIIe siècle), la carte d'état-major (1820-1866) et les cartes ou photos aériennes de l'IGN pour la période actuelle (1950 à aujourd'hui).

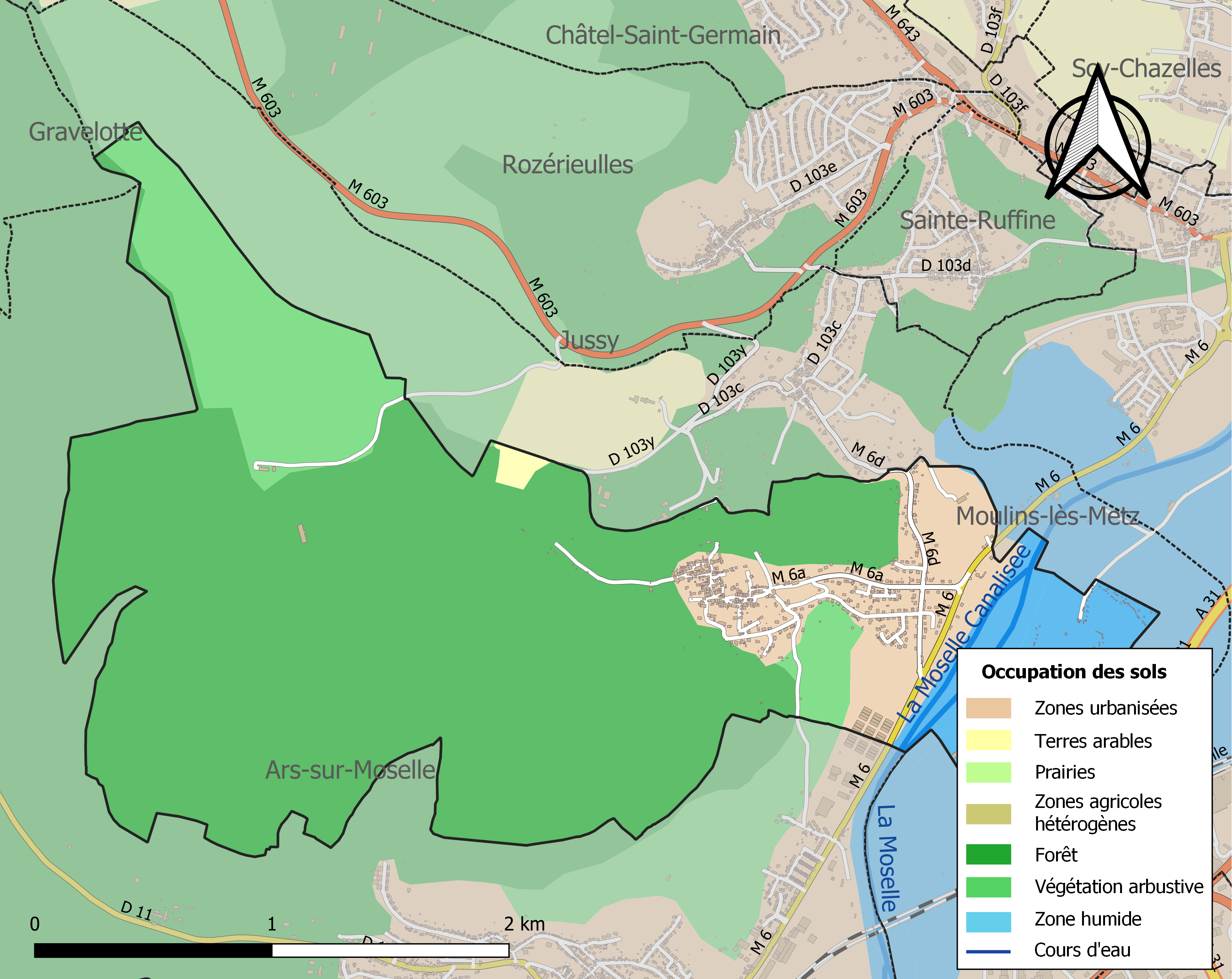
Carte des infrastructures et de l'occupation des sols de la commune en 2018 (CLC).

## Toponymie
- Vallis (875) ; Vals (XIIIe siècle) ; Vault (1300) ; Val (XIVe siècle) ; Valz (1318) ; Vaut (1321) ; Walz (1358) ; Vaulz (1375) ; Vaul (1489) ; Valt (1493) ; Vaul (1594) ; Wals (1915-1918 et 1940-1944).

Vaux se nommait Vallis à l'époque gallo-romaine.

## Histoire
Au XIe siècle, le village est une possession des abbayes messines de Saint-Symphorien et de Sainte-Glossinde.
Au Moyen Âge, pour renforcer sa sécurité, Vaux a édifié des portes d'enceinte aux entrées du village. L’ancienne enceinte possédait cinq portes dont la porte de la Noue et celle de Champé. Ces portes devaient interdire l'accès à tout intrus. Trois sont encore à ce jour debout, dont deux en bon état de conservation.

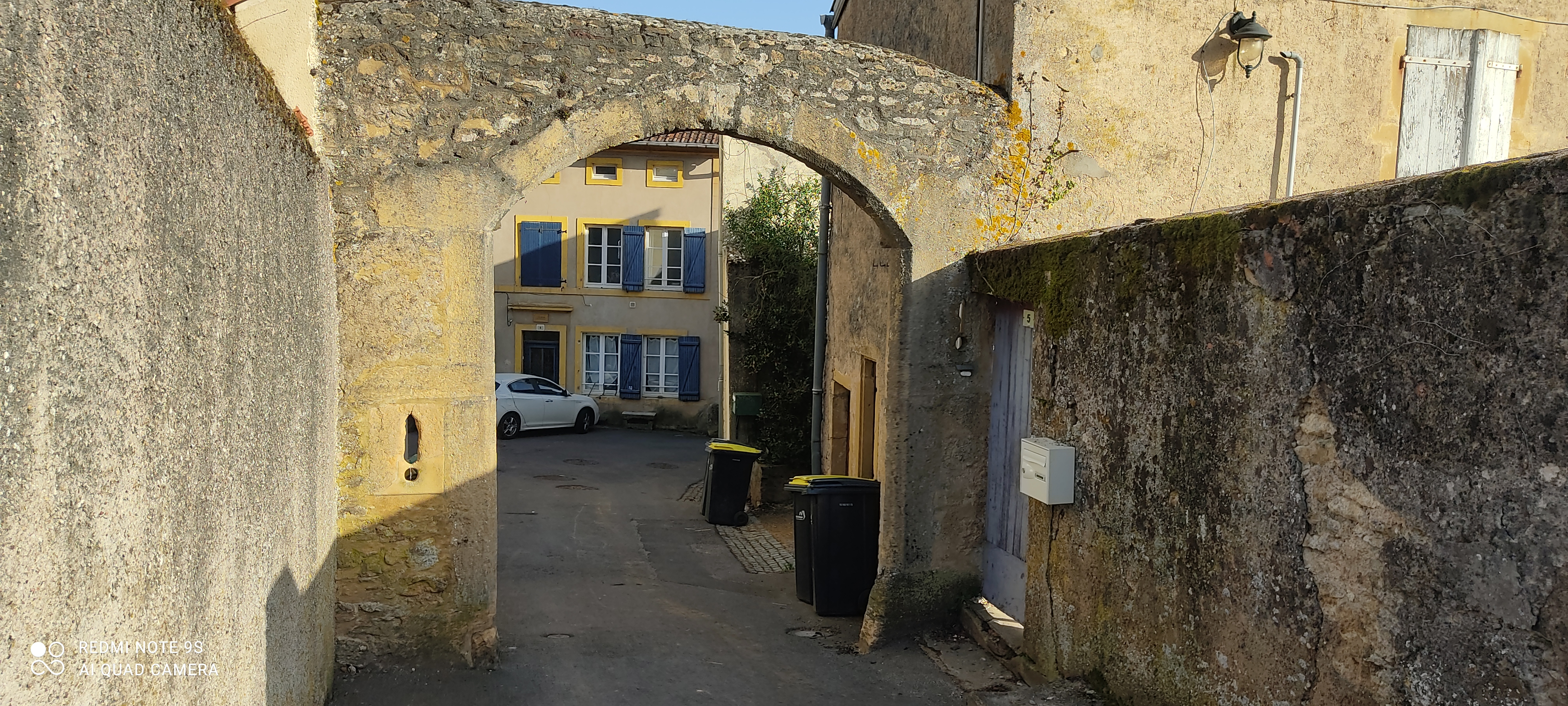
La porte du Champé

C’est le lieu d’une célèbre bataille entre les mille-deux-cents Écorcheurs qui voulurent enlever la ville et échouèrent et les habitants de la ville de Metz en 1444. L’église Saint-Rémy est attaquée et dévastée en 1325, 1429, 1434, 1448 ; elle servait de forteresse et de refuge. Gothique, fortifiée, elle comporte une tour carrée du XIIIe siècle, le chœur et la nef remontent au XVe siècle, les bas-côtés ont été ajoutés en 1878. Les vitraux datent de 1959 et sont de Chapuis.
L’Infanterie-Werk Bois-la-Dame, rebaptisé ouvrage d’infanterie du Bois-la-Dame après 1919, est un ouvrage militaire situé sur la commune. Il devait faire partie de la deuxième ceinture de fortification des forts de Metz mais n'a jamais été armé. Il est actuellement laissé à l'abandon.
Une route permet l'accès à celui-ci et au fort Marival (Infanterie-Werk Marival)
Ces ouvrages militaires valurent à Vaux de recevoir en 1914 la visite de l'Empereur d'Allemagne Guillaume II, venu visiter et inspecter les travaux en cours puis inaugurer la route de Guerre (actuelle route du Bois la Dame).

## Politique et administration
| Période                                  | Période  | Identité            | Étiquette | Qualité |
| ---------------------------------------- | -------- | ------------------- | --------- | ------- |
| Les données manquantes sont à compléter. |          |                     |           |         |
| 1806                                     | 1809     | Général Laprun      |           |         |
| 1977                                     | 1997     | Sabatino Calandrini |           |         |
| 1997                                     | 2020     | Roland Simon        |           |         |
| 2020                                     | En cours | Jean Combelles      |           |         |

## Démographie
L'évolution du nombre d'habitants est connue à travers les recensements de la population effectués dans la commune depuis 1793. Pour les communes de moins de 10 000 habitants, une enquête de recensement portant sur toute la population est réalisée tous les cinq ans, les populations de référence des années intermédiaires étant quant à elles estimées par interpolation ou extrapolation. Pour la commune, le premier recensement exhaustif entrant dans le cadre du nouveau dispositif a été réalisé en 2005.

En 2022, la commune comptait 786 habitants, en évolution de −2,12 % par rapport à 2016 (Moselle : +0,52 %, France hors Mayotte : +2,11 %).
| 1793 | 1800 | 1806 | 1821 | 1836 | 1841 | 1861 | 1866 | 1871 |
| ---- | ---- | ---- | ---- | ---- | ---- | ---- | ---- | ---- |
| 378  | 338  | 382  | 462  | 485  | 433  | 573  | 628  | 589  |

| 1875 | 1880 | 1885 | 1890 | 1895 | 1900 | 1905 | 1910 | 1921 |
| ---- | ---- | ---- | ---- | ---- | ---- | ---- | ---- | ---- |
| 563  | 587  | 599  | 489  | 433  | 509  | 510  | 505  | 369  |

| 1926 | 1931 | 1936 | 1946 | 1954 | 1962 | 1968 | 1975 | 1982 |
| ---- | ---- | ---- | ---- | ---- | ---- | ---- | ---- | ---- |
| 452  | 523  | 430  | 355  | 473  | 551  | 594  | 667  | 763  |

| 1990 | 1999 | 2005 | 2006 | 2010 | 2015 | 2020 | 2022 | - |
| ---- | ---- | ---- | ---- | ---- | ---- | ---- | ---- | - |
| 784  | 853  | 872  | 877  | 865  | 818  | 816  | 786  | - |

## Économie

### Vignoble
Le vignoble est en appellation d'origine Moselle AOC.
Le château de Vaux (encore commercialisé en Allemagne sous la marque Schloss Vaux) fournissait, aux cours princières de la Belle Époque et aux grandes tables comme Kempinski, un mousseux digne des meilleurs champagnes.
En 1983, la culture de la vigne est relancée. Une plantation de trois hectares de vigne voit le jour. Actuellement[Quand ?] les vignobles Molozay exploitent cette vigne sous l'appellation Moselle en culture biologique.

## Culture locale et patrimoine

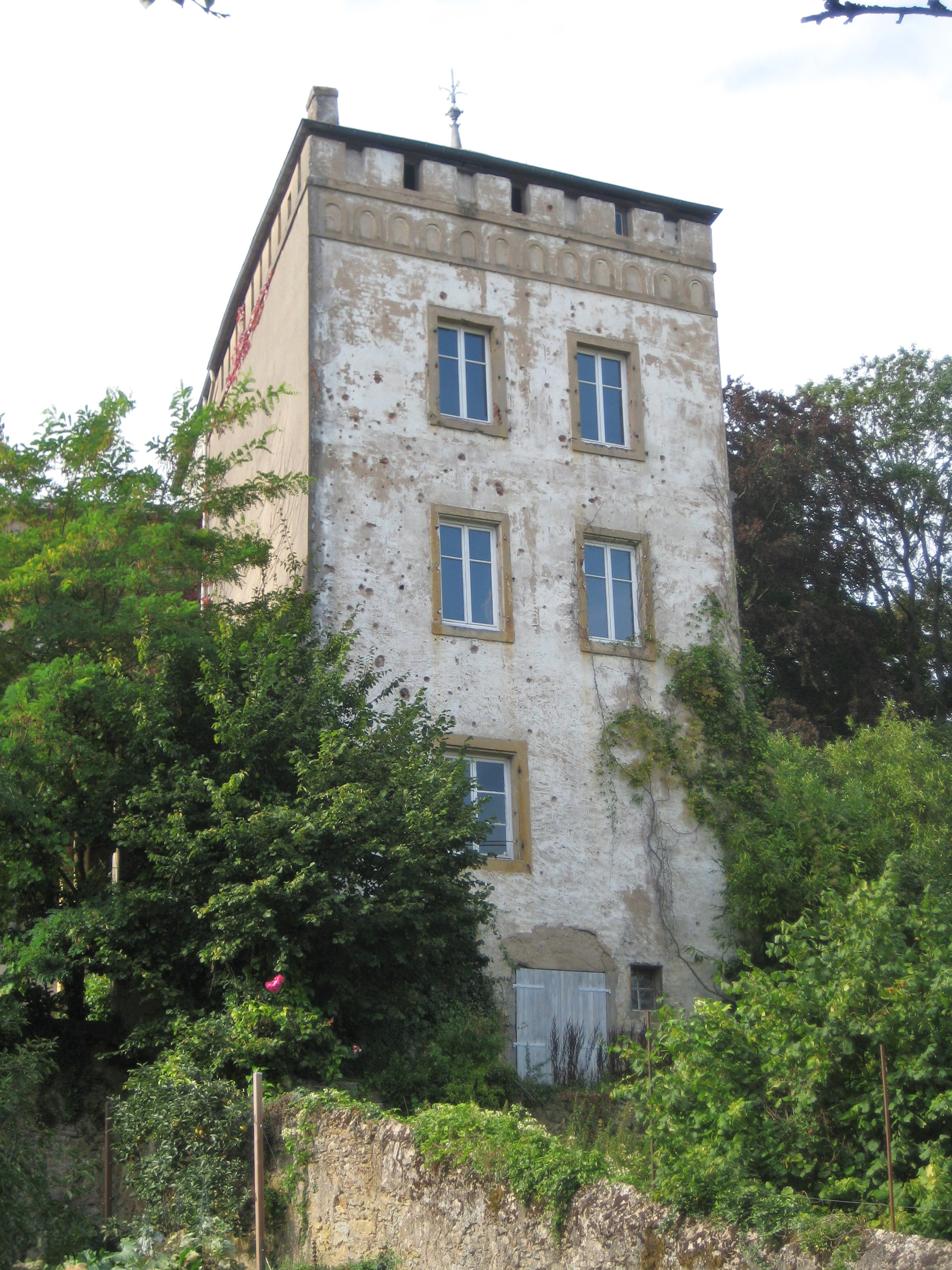
Château de Vaux.

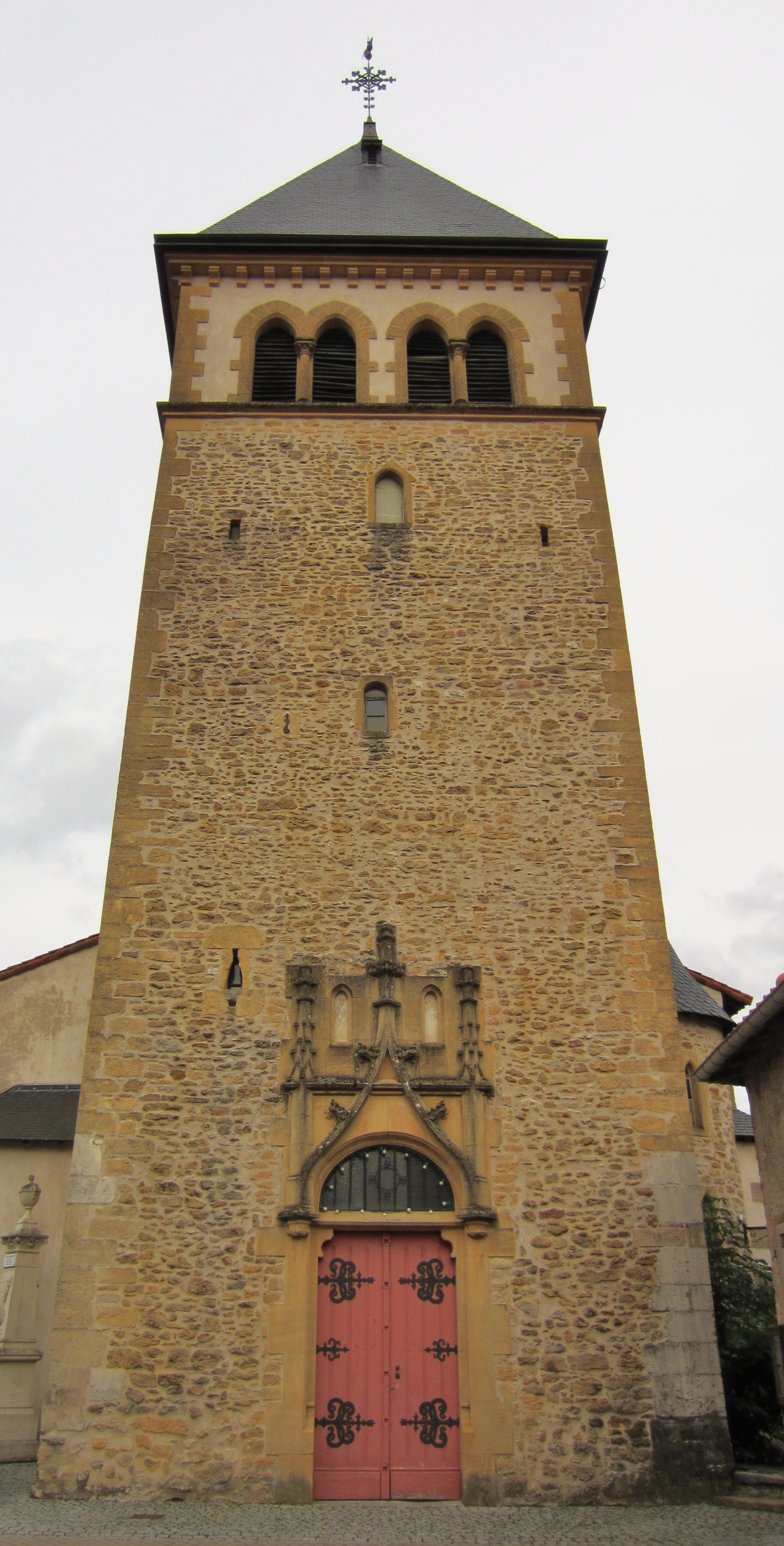
Église Saint-Rémy de Vaux

### Lieux et monuments
- Une maison forte du XVIe siècle abrite une chapelle. Le village compte de nombreuses maisons vigneronnes anciennes avec inscriptions et caves voûtées ; et une halle, dont la réfection prévue vise à lui rendre sa fonction. Antique village viticole, on y produit du vin de Moselle (aujourd’hui, AOC). Le vignoble vallois est aussi le miroir de l’histoire parfois tragique de la région. Les caves du château, remontant au XIIIe siècle, produisent un crémant qui, lors de la période allemande de 1870-1918, est célèbre sous la marque Schloss Vaux et est distribué dans toute l’Allemagne. En décembre 1918, les propriétaires, comme beaucoup d’Allemands alors, sont expulsés d’Alsace-Lorraine. Ils recréent un vignoble dans la partie allemande des côtes de Moselle, exploitant la même marque[24]. Il existe donc deux vignobles du château de Vaux, l’un en Allemagne et l’autre en France[25]. Le château et le vignoble de Vaux sont progressivement restaurés, à partir de 1981, par un Messin, Jean-Marie Diligent. Repris en 1999 par un couple d'œnologues, le domaine est en pleine restructuration : des vins AOVDQS Moselle sont produits sur onze hectares de coteaux surplombant la Moselle.
- L'église Saint-Rémy date du XIVe siècle.

### Personnalités liées à la commune
- Général Pierre Laprun : né à Bannes (Champagne) le 16 septembre 1737. Il participa à la guerre d'indépendance Américaine et à la bataille de Yorktown (1781). Devenu général de division pendant les guerres de la Révolution, il commande les places de Metz et Landau. Il prend sa retraite à Vaux dont il devint maire (19 février 1806 au 7 janvier 1809) et meurt en 1822.

### Héraldique
| Blason de Vaux | Blason  | D'azur à l'aigle d'or à la bordure du même; au chef de gueules chargé de trois besants d'or, le premier chargé d'une croix pattée. |
| Blason de Vaux | Détails | Le statut officiel du blason reste à déterminer.                                                                                   |